# Hayrettin Uysal
 (février 2025).
Si vous disposez d'ouvrages ou d'articles de référence ou si vous connaissez des sites web de qualité traitant du thème abordé ici, merci de compléter l'article en donnant les références utiles à sa vérifiabilité et en les liant à la section « Notes et références ».
Hayrettin Uysal né en 1928 à Kocaeli et mort le 26 novembre 2021 à Ankara, est un homme politique turc.
Termine l'Institut de village d'Arifiye, diplômé de département de littérature de l'Institut d'éducation d'Istanbul et termine aussi l'Institut d'administration publique de Turquie et du Moyen-Orient. Il devient instituteur et professeur de l'histoire de l'art et de la littérateure turque, président général de la fédération nationale des associations des instituteurs de Turquie (TÖDMF). Membre du parti républicain du peuple (CHP), député de Sakarya (1965-1980), vice-président du groupe de CHP à Grande assemblée nationale de Turquie, secrétaire général-adjoint du CHP et ministre de la sécurité sociale (1977). Cofondateur du syndicats des instituteurs de Turquie (TÖS). Conseiller politique du président de la Grande assemblée nationale de Turquie, Hikmet Çetin (1997-1999).